# Antonio Hidalgo Sandoval
Antonio Hidalgo Sandoval (Yauhquemehcan, Tlaxcala, 13 de junio de 1876 - 20 de julio de 1972) fue un obrero, político, militar y revolucionario tlaxcalteca, que ocupó el cargo de gobernador de su estado natal del 1 de diciembre de 1911 al 14 de enero de 1913 tras levantarse en armas para apoyar la causa de Francisco I. Madero y tras su asesinato, apoyó al ejército constitucionalista. Fue diputado en el Congreso Constituyente de 1916-1917 que redactó la vigente Constitución Política de los Estados Unidos Mexicanos de 1917.